# Sylvie Laliberté
Sylvie Laliberté (nascida em 1959) é uma artista canadense. Ela trabalha numa variedade de áreas, incluindo videoarte, arte performática e música. O seu trabalho está incluído nas coleções do Musée national des beaux-arts du Québec, National Gallery of Canada e do Musée d'art contemporain de Montréal.